# Alleaume di Autun
Alleaume o Adalelmo (750 circa – dopo l'804) fu un nobile della contea di Autun.

## Origine
Nato in Borgogna, secondo la Critique des deux chartes de foundation de l'abbaye de Saint-Guillem-du-Désert, in cui Guglielmo d'Aquitania, attesta che Alleaume o Adalelmo assieme a Teodoen (o Teudoin) e Teodorico è suo fratello (fratre meo Teodoino et Teoderico et Adalelmo) e i suoi genitori erano Teodorico e Aldana (genitore meo Theuderico et genitrice mea Aldana) Alleaume o Adalelmo era figlio del Conte di Autun, Teodorico I (prima metà secolo VIII – ca. 793) di antica famiglia Merovingia e di Alda o Audana (?-† 751), che secondo la Histoire du Duché de Bourgogne du VIIIème au XIVème siècle, era figlia di Carlo Martello e di Rotrude di Treviri.

Di Teodorico I d'Autun non si conoscono gli ascendenti, ma, già nel 736, secondo la Histoire du Duché de Bourgogne du VIIIème au XIVème siècle, era uno dei fedeli alleati di Carlo Martello, quando quest'ultimo intervenne in Borgogna, e poi secondo gli Einhardi Annales lo fu anche di Carlo Magno. 

Quindi Alleaume o Adalelmo era cugino di Carlo Magno.

## Biografia
Della vita di Adalelmo non si hanno informazioni; si ha solo la conferma, secondo la Critique des deux chartes de foundation de l'abbaye de Saint-Guillem-du-Désert, che era presente alla fondazione del monastero benedettino di Gellona, l'attuale abbazia di Saint-Guilhem-le-Désert, avvenimento riportato anche nella Ex vita Sancti Willelmi.
Non si conosce l'anno della sua morte, che avvenne dopo l'804.

## Discendenza
Non si conosce né il nome né gli ascendenti della moglie, ma si suppone abbia avuto due discendenti:
- Bernardo († nell'828 circa), che fu conte di Poitiers, come suggeriscono gli storici francesi, Christian Settipani, nel suo La Noblesse du Midi Carolingien, e Pierre Riché, nel suo Les Carolingiens, une famille qui fit l'Europe.
- Waldrada († dopo l'824), che aveva sposato Adriano, primo Conte d'Orléans, come suggerisce Christian Settipani, nel suo La Noblesse du Midi Carolingien.

### Fonti primarie
- (LA) Monumenta Germanica Historica, Scriptores, tomus primus..
- (LA) Recueil des historiens des Gaules et de la France. Tome 5..

### Letteratura storiografica
- (LA)  (FR) Critique des deux chartes de foundation de l'abbaye de Saint-Guillem-du-Désert..
- (FR) Histoire du Duché de Bourgogne du VIIIème au XIVème siècle..